# Ржевский, Тимофей Иванович
Тимофей Иванович Ржевский (ок. 1640 — 30 июля (10 августа) 1705) — русский стольник и воевода во времена правления Алексея Михайловича, Фёдора Алексеевича, правительницы Софьи Алексеевны, Ивана V и Петра I Алексеевичей.
Из дворянского рода Ржевские. Средний сын окольничего Ивана Ивановича Ржевского. Имел братьев: думного дворянина и окольничего Алексея, стольника и завоеводчика Ивана Ивановичей.
Убит во время Астраханского восстания.

## Биография
В 1669—1692 годах в Боярской книге упомянут стольником. В январе 1682 года был шестнадцатым выборным человеком в Боярской думе, подписал сто тридцать седьмым Соборное уложение об отмене местничества. В 1686 году воевода в Великом Устюге. В 1696 году второй посылочный воевода в Большом полку в походе под Азов против турок и татар, где в июне послан парламентёром с письмом от боярина Шеина к осаждённому в городе гарнизону с предложением о сдаче Азова. В июне 1698 года воевода войск в походе из Москвы, вместе с бояриным Шеиным, против стрельцов взбунтовавшихся на польской границе и идущих к Москве. Встретив их под Воскресенским монастырём пытался вступить с ними в переговоры, но взбунтовавшиеся отказались от переговоров, и тогда в бою Тимофей Иванович их разбил.
C 1703 года занимал должность стольника и воеводы в Астрахани. Его жесткие методы вызывали возмущение жителей и привели к восстанию 1705—1706 гг., в ходе которого он был убит.
Действия, ставшие причинами восстания:
- взимание крупных налогов
- запрет ловли рыбы
- конфискация промысловых монополий у купцов
- жестокое проведение в жизнь реформ Петра I (запрет носить бороду, носить русское платье).

Восстание началось 10 августа 1705 года: рекруты и стрельцы взяли Астраханский кремль и убили воеводу, конфисковав его имущество.

## Семья
От брака с неизвестной имел детей:
- Ржевский Василий Тимофеевич (1665 — ок. 1705) — стольник, в 1696 году второй завоеводчик в походе под Азов, капитан лейб-гвардии Преображенского полка.
- Ржевский Никита Тимофеевич (ок. 1672 — после 1721) — стольник, в 1696 году третий завоеводчик в походе под Азов, где ранен из лука в правую сторону груди в бою с Нурадином Салтаном, впоследствии поручик Преображенского полка и комендант Полоцка.
- Ржевский Александр Тимофеевич (ок. 1680 — после 1751) — капитан Енисейского, майор Тобольского и Казанского драгунских полков, прокурор Юстиц-коллегии, президент Вотчинной коллегии.